# Ernesto Augusto Pereira
Ernesto Augusto Pereira (? — ) foi um político brasileiro.
Foi presidente da província de Goiás, de 11 de outubro de 1868 a 6 de outubro de 1870.